# دالان‌جارغالان
شهرستان دالان‌جارغالان (به زبان مغولی: Даланжаргалан сум، [Dalanžargalan sum]؛ ᠳᠠᠯᠠᠨ ᠵᠢᠷᠭᠠᠯᠠᠩ ᠰᠤᠮᠤ، [dalan jirɣalaŋ sumu]) یک شهرستان (سُوم) در مغولستان است که در استان دورنوغوبی واقع شده‌است. دالان‌جارغالان ۴٬۰۴۵٫۹۰ کیلومتر مربع مساحت دارد.

## تقسیمات اداری
شهرستان دالان‌جارغالان متشکل از ۵ قصبه (باغ) می‌باشد، شامل:
- اِلدِف (مغولی: Элдэв баг، [Eldev bag]؛ ᠡᠯᠳᠡᠪn ᠪᠠᠭ، [eldeb baɣ])
- اولون‌اوبو (مغولی: Олон-Овоо баг، [Olon-Ovoo bag]؛ ᠣᠯᠠᠨ ᠣᠪᠤᠭ᠎ᠠ ᠪᠠᠭ، [olan obuɣ-a baɣ])
- اونگُت (مغولی: Өнгөт баг، [Öngöt bag]؛ ᠥᠩᠭᠡᠲᠦ ᠪᠠᠭ، [öŋgetü baɣ])
- بیچیگت (مغولی: Бичигт баг، [Bičigt bag]؛ ᠪᠢᠴᠢᠭᠲᠦ ᠪᠠᠭ، [bičigtü baɣ])
- چوموغ (مغولی: Цомог баг، [Comog bag]؛ ᠴᠣᠮᠤᠭ ᠪᠠᠭ، [čomuɣ baɣ])